# Bembidion articulatum
Bembidion articulatum es una especie de escarabajo del género Bembidion, familia Carabidae. Fue descrita científicamente por Panzer en 1796.
Habita en Albania, Armenia, Austria, Azerbaiyán, Bielorrusia, Bélgica, Bosnia y Herzegovina, Bulgaria, Croacia, Chequia, Dinamarca, Estonia, Finlandia, Francia, Georgia, Alemania, Gran Bretaña, Grecia, Hungría, Italia, Japón, Kazajistán, Kirguistán, Letonia, Lituania, Macedonia, Moldavia, Países Bajos, Noruega, Polonia, Portugal, Rumania, Rusia, Serbia, Eslovaquia, Eslovenia, España, Suecia, Suiza y Ucrania.